# 高槻市立城南中学校
高槻市立城南中学校（たかつきしりつ じょうなんちゅうがっこう）は、大阪府高槻市城南町二丁目にある公立中学校。
高槻市立第一中学校より分離する形で、1975年に開校した。

## 沿革
- 1975年 -  高槻市立城南中学校として開校。第一回入学式。
- 1976年 - 体育館竣工。
- 1983年 - 養護学級を設置する。
- 1984年 - 創立10周年記念事業を実施。
- 1992年 - 校舎の大規模改修が竣工。

## 通学区域
- 高槻市立西大冠小学校と高槻市立若松小学校の通学区域。

高槻市 城南町1～4丁目、西冠1・2丁目、下田部町1丁目、春日町、若松町

## 交通
- 高槻市営バス、京阪バス 春日町バス停。西へ約0.6km
- 阪急京都線 高槻市駅 南へ約1.4km。

## 出身者
- 高畠勉（川崎フロンターレ監督）
- 丹羽詩温（ブラウブリッツ秋田）
- 布部陽功（柏レイソルコーチ）